# Kirash
Der Kirash  (auch Kirasch, Karash) ist ein Schwert aus Indien.

## Beschreibung
Der Kirash ist eine Abart des Talwar. Er hat eine gerade, zweischneidige Klinge. Die Klingen gibt es in  verschiedenen Versionen. Manche haben einen Hohlschliff, manche sind flach gearbeitet. Die Klinge läuft vom Heft leicht schmaler werdend bis zum Ort. Die Klinge hat eine Rückenschneide, die vom Ort mehrere Zentimeter zum Heft hin läuft. Das Heft gibt es wie die Klinge in zwei verschiedenen Versionen. Version I ist der Griff des Talwars, Version II der Griff des Khanda. Bei der Talwar-Version des Hefts gibt es Ausführungen mit und ohne Handschutzbügel. Das Kirash wird von Kriegerkasten in Indien benutzt.